# Prodelophanes
Prodelophanes és un gènere d'arnes de la família Crambidae. Conté només una espècie, Prodelophanes eucharis, que es troba a Fiji.